# Nam Trì
Nam Trì là thôn Nam Trì, làng Nam Trì thuộc xã Đặng Lễ huyện Ân Thi tỉnh Hưng Yên, Việt Nam.

## Địa lý, xã hội
Nam Trì một trong 7 là thôn của xã Đặng Lễ. Nam Trì ở phía tây bắc của xã Đặng Lễ. Phía bắc và đông bắc giáp quốc lộ 38, phố Đìa (thuộc thị trấn Ân Thi). Phía đông giáp sông Quảng Lãng, bên kia sông là hai thôn Đặng Đinh và Đặng Xuyên (đều thuộc xã Đặng Lễ). Phía Nam giáp thôn Đới Khê, phía Tây, Tây Bắc giáp 2 xã của huyện Kim Động. Địa hình chủ yếu là hồ ao, gò đống. Ngày xưa Nam Trì có thế đất Phượng Hoàng Hàm thư (Chim Phượng Hoàng ngậm thư), có bốn khu, sau sáp nhập lại thành hai khu gọi Bảo Tàng, Ngọc Khê, được mô tả: Thiên Nam Trì thủy sơn hà đới - Địa Bảo Tàng hương bích Ngọc khê (nghĩa là: Thiên nhiên Nam Trì thủy sơn sông nước bao quanh; Đất đai Bảo Tàng có khe nước trong xanh). Nam Trì là nơi có tam giang giao hội, thủy tụ khê lưu, chảy vòng chín khúc tức là 3 mặt hai dòng dông lớn (phía bắc và phía đông) và dòng sông nhỏ (phía tây) như câu đối của Thánh địa lý Tả Ao treo tại đình Nam Trì: Tây lộ khê lưu kim tại hậu - Đông giang thủy tụ mộc cư tiền nghĩa là phía tây của đường làng có dòng nước chảy, phía sau của Làng là hướng Tây Bắc (hướng tây bắc hành kim) - phía đông làng có sông nước tụ làng nhìn về hướng đông nam (hướng đông nam hành mộc).
Dân số của thôn Nam Trì 1.350 người (theo thống kê năm 2008), gồm 350 hộ dân . Mật độ dân cư đông, dân trí tương đối cao. Là một thôn thuộc đồng bằng thuần nông, chuyên canh lúa nước có nghề phụ truyền thống là nghề trồng rau cần và trồng bí xanh. Ngoài làm nông nghiệp, trong lúc nông nhàn còn buôn bán nhỏ, nghề phụ ở các nơi.
Nam Trì là một làng quê điển hình của đồng bằng châu thổ sông Hồng, tập quán thuần hậu, chủ yếu theo đạo Phật, đạo Mẫu. Làng Nam Trì được công nhận là làng Văn hóa, chùa làng (tên là Phổ Thung tự) là di tích Văn hóa Lịch sử cấp tỉnh.

## Lịch sử, văn hóa
Theo tư liệu lịch sử thì thôn Nam Trì trước kia là trang Nam Trì (tên chữ 南池 nghĩa là ao phía nam, ao Vua,...) thuộc tổng Thổ Hoàng, huyện Thiên Thi, bộ Giao Chỉ (một trong 15 bộ của nước Văn Lang thời Hùng Vương). Thời Tây Hán thuộc huyện Chu Diên quận Giao Chỉ. Thời nhà Lương thuộc quận Võ Bình đến thời Tùy thì bỏ và đến thời Đường thuộc châu Diên. Thời loạn 12 sứ quân, thuộc xứ Đằng Châu. Thời Lý thuộc châu Khoái, thời Trần thuộc Khoái lộ. Thời Minh thuộc Khoái châu. Thời Lê Thái tổ thuộc Nam đạo, thời Lê Thánh Tông thuộc Sơn Nam thừa tuyên. Thời Mạc lại thuộc Hải Dương, thời Lê trung hưng thuộc phủ Khoái Châu, xứ Sơn Nam thượng, thời nhà Nguyễn thuộc trấn Sơn Nam. Năm 1831, thời Minh Mạng, trang Nam Trì gọi là xã Nam Trì thuộc huyện Ân Thi tỉnh Hưng Yên. Thời Pháp thuộc cho đến nay, trang Nam Trì gọi là thôn Nam Trì thuộc xã Đặng Lễ (có thời kỳ gọi là xã Phan Chu Trinh), huyện Ân Thi, tỉnh Hưng Yên. Năm 1970 tỉnh Hưng Yên nhập với tỉnh Hải Dương nên thuộc tỉnh Hải Hưng và năm 1997 lại tách ra nên thuộc tỉnh Hưng Yên.
Thế kỷ thứ 2 trước công nguyên, nhà Tây Hán chiếm Nam Việt, trang Nam Trì có đền thờ hai vị Thần là anh em kết nghĩa là Tướng Nguyễn Danh Lang Lang Công (sinh tại Nam Trì), Thừa tướng tướng Lữ Gia (ngụ tại Nam Trì). Thế kỷ thứ 9, thời Đường Ý Tông, Thánh địa lý Cao Biền sang Giao Châu tiễu trừ giặc Nam Chiếu, qua Nam Trì đóng đồn tại đền thờ, dựng hành cung, kết nghĩa anh em với hai vị Thần, cưới hai phu nhân Lữ Lương, Lự Lương ở Ngọc Khê, Nam Trì, giúp dân sửa miếu, lập đền Nam Trì nên khi hóa dân làng đã thờ cùng hai vị tướng. Xưa trong đền có bức đại tự nói về việc ba vị Thần kết nghĩa đào nguyên. Cuối thế kỷ 15, thời Lê sơ, Thánh địa lý Tả Ao - Vũ Đức Huyền về Nam Trì lập lại làng, nên khi hoá dân làng coi như Thần Hoàng làng và thờ cùng với ba vị trước. Từ xưa đến nay vẫn thờ như vậy và các vị được sắp đặt ngôi vị: sinh, ngụ, phụ chầu theo thứ tự: Lang Công, Bảo Công (trung tâm), Tả Ao (bên tả), Cao Biền (bên hữu). Lễ hội hàng năm gọi là lễ hội Bảo, Lang, Biền hay lễ hội Nam Trì có lễ rước ba vị Thần kết nghĩa anh em (2 làng Đới Khê, Bảo Tàng cũng thờ) về gò đình Ba Xã để tế lễ, hội họp. Đền Nam Trì còn thờ Lâu nương Công chúa (phu nhân của Thừa tướng Lữ Gia) và hai vị phu nhân của Cao Biền là Phạm A Lự, Phạm Lự nương (Bản chữ Hán TT-TS FQ 40 18/X11, 11 - Trung tâm Khoa học Xã hội Việt Nam).
Thời phong kiến có nhiều người đỗ đạt, khoa bảng như: Tiến sĩ Đinh Tú, đỗ Tiến sĩ năm 1544 được ghi ở Văn Miếu Quốc Tử giám - Hà Nội và Văn miếu Xích Đằng - Hưng Yên và bổ nhiệm làm quan Hiến Sát xứ Hải Dương, được phong tước Phù Nham bá. Hậu duệ của cụ Đinh Tú là Đinh Văn Tả là một danh tướng thời Lê - Trịnh. Khi Quận công Đinh Văn Tả được phong tước, phong Thần, chúa Trịnh có ban cho bổng lộc để về xây lại đình tại quê gốc Nam Trì (đình Nam Trì trước kia có thờ cả thanh gươm, sắc của họ Đinh. Năm 1953 bị bom Pháp phá hỏng, gần đây mới dựng lại).